# Dynamitfabrik Krümmel

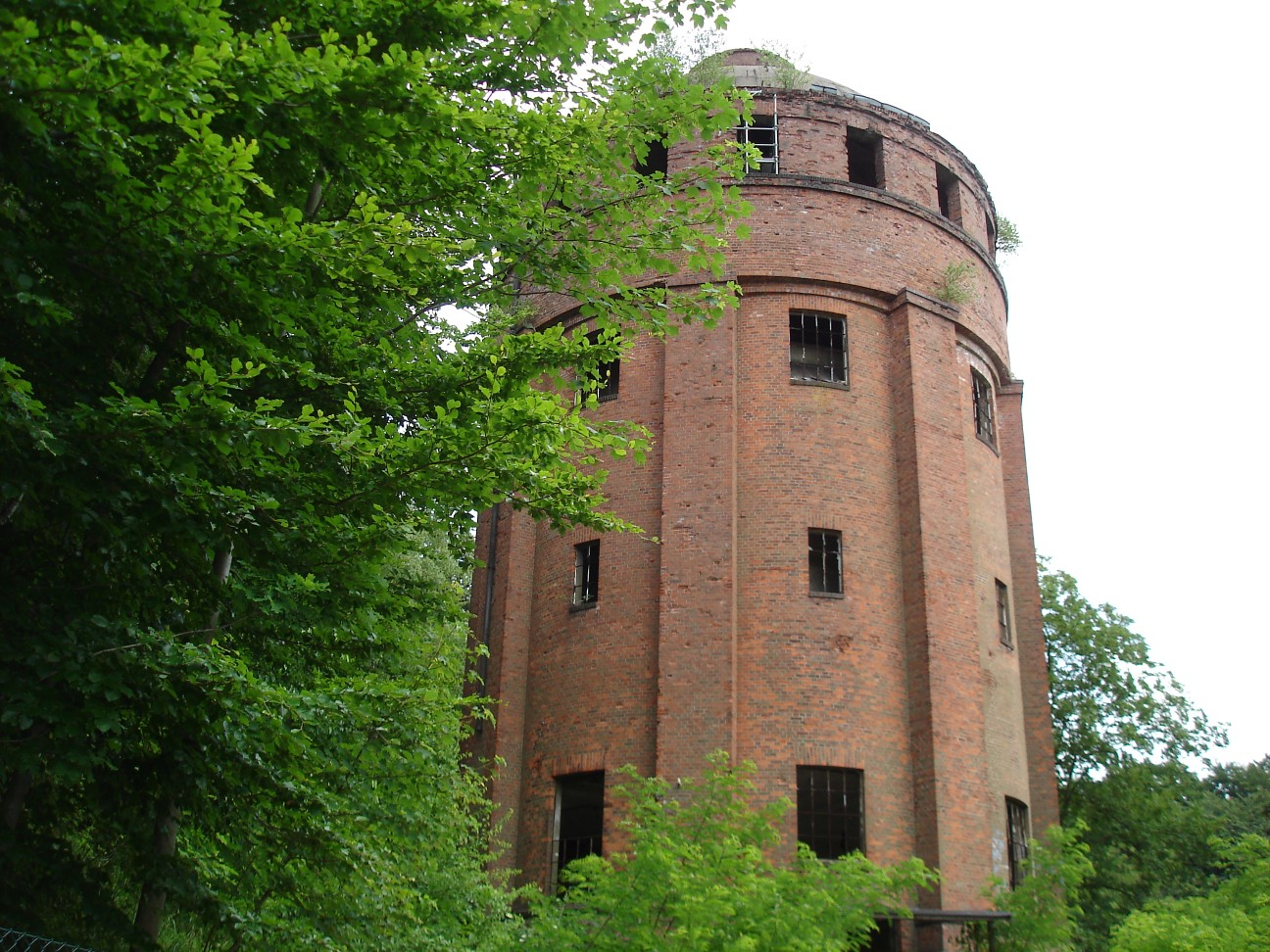
Wasserturm der Dynamitfabrik in heutigem Zustand

Die Dynamitfabrik Krümmel war die erste Sprengstofffabrik Alfred Nobels außerhalb Schwedens und wurde 1865 östlich von Geesthacht in Krümmel errichtet. Bis zur Besetzung durch die Alliierten 1945 wurden hier Sprengstoffe zur zivilen und militärischen Nutzung produziert. Das Werk galt zusammen mit der westlich von Geesthacht gelegenen Pulverfabrik Düneberg lange Zeit als die Pulverkammer Deutschlands. Nach Ende des Zweiten Weltkrieges wurde die Fabrik stillgelegt und zu Reparationszwecken demontiert. Seit 1956 sind auf Teilen des ehemaligen Werksgeländes unter anderem das Helmholtz-Zentrum Hereon und seit 1983 das Kernkraftwerk Krümmel angesiedelt.

## Gründung

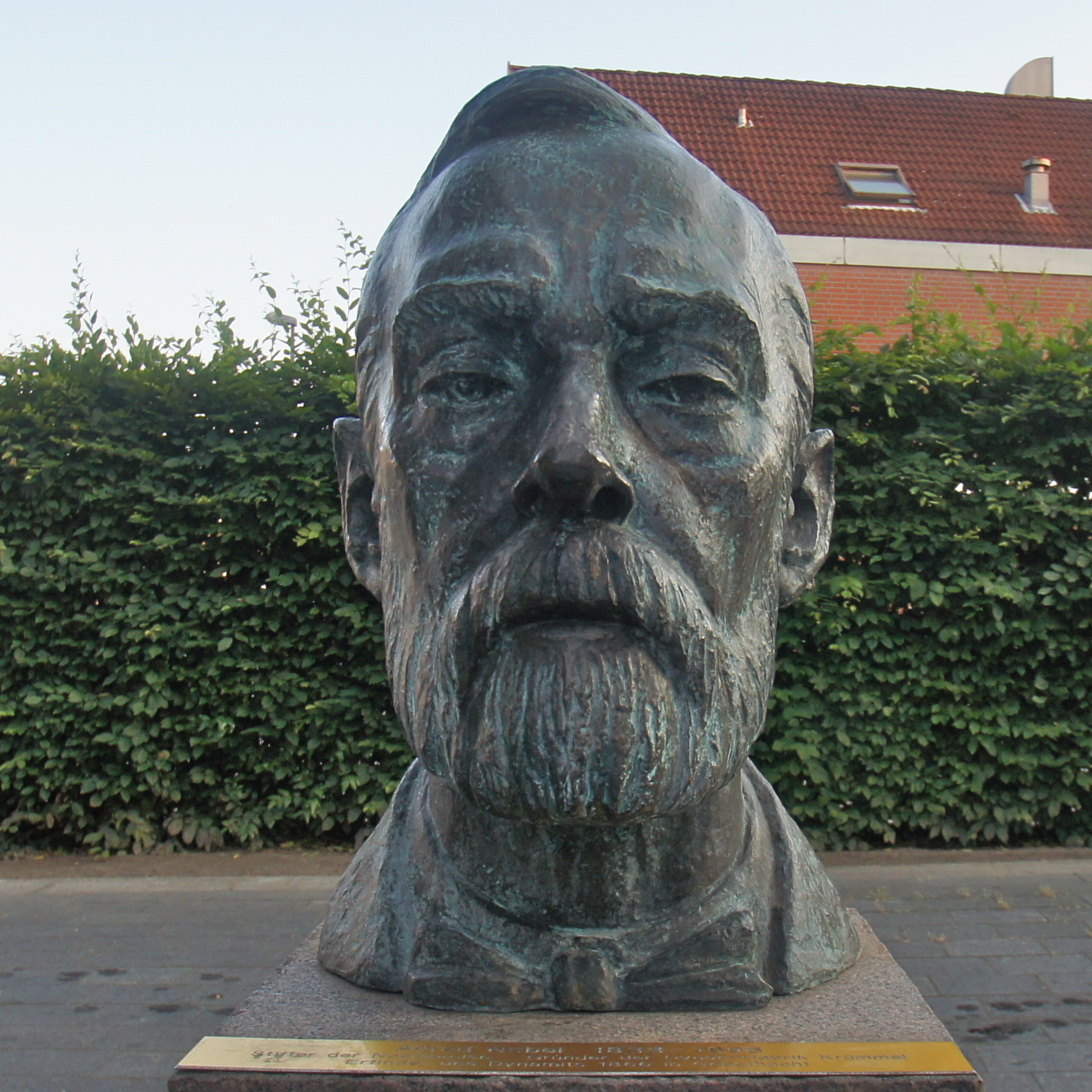
Alfred Nobel

Nachdem Alfred Nobel am 20. Juni 1865 in Hamburg die Firma „Alfred Nobel & Co.“ gegründet hatte, suchte er nach einem geeigneten Platz zur Errichtung einer Sprengstofffabrik, um Nitroglyzerin zu produzieren. Am 10. Oktober 1865 erwarb Nobel schließlich ein etwa 42 ha großes Gelände nahe der Ortschaft Geesthacht, das den Namen Der Krümmel trug. Aufgrund des hügeligen Geländes, der geringen Besiedlung und der Elbnähe erschien es ihm als besonders geeignet.
Nach Errichtung der Produktionsstätten begann die Herstellung von Nitroglyzerin am 1. April 1866 mit einer Belegschaft von 50 Mann. Einen Monat später wurden die Anlagen durch Selbstentzündung des empfindlichen Sprengstoffes teilweise zerstört, im August 1866 kam es zum Wiederaufbau. Daraufhin begann Nobel im Oktober 1866, auf einem Floß in der Elbe mit Nitroglyzerin und verschiedenen Beimischungen zu experimentieren. Dabei entwickelte er das aus Nitroglyzerin, Kieselgur und Natriumcarbonat bestehende Dynamit, das dann ab Jahresbeginn 1867 in Krümmel produziert wurde. Durch stetige Erweiterungen der Produktionsanlagen konnte die Produktion von jährlich 11 Tonnen im Jahr 1867 auf 3.120 Tonnen im Jahr 1874 gesteigert werden.

## Entwicklung bis zum Ersten Weltkrieg
Als zweites deutsches Werk kam 1872 eine Fabrik in Schlebusch-Manfort (heute Leverkusen) hinzu. Im Jahr 1875 entdeckte Nobel bei seinen Forschungen in Krümmel die Sprenggelatine, bestehend aus Nitroglyzerin und in Kollodium getränkter Nitrozellulose. Dieses so genannte Gelatine-Dynamit übertraf die Sprengwirkung des bisherigen Dynamit-Pulvers und war zudem noch wasserfest. Die Sprenggelatine wurde ebenfalls in verschiedenen Stärkegraden in der Fabrik Krümmel produziert und verdrängte das bis dahin vorherrschende Schwarzpulver. 1877 ließ der Prager Unternehmer August Schram neben der Dynamitfabrik eine Kunstdüngerfabrik anlegen. Wie in seiner Fabrik in Lissek bei Prag bezog er Abfallprodukte der Dynamitherstellung als Rohstoffe; über eine Leitung wurde Nitritschwefelsäure mittels Druckluft aus der Dynamitfabrik zur Düngerfabrik transportiert, außerdem verarbeitete er auch schwefelsaures Natron aus der Dynamitfabrik. Das Unternehmen A. Schram verkaufte die Kunstdüngerfabrik Krümmel im November 1880 an die Dynamit Nobel AG, die auf dem Gelände mit der Vergrößerung ihrer Schwefelsäurekonzentrationsanlagen begann.
Die bisherige Alfred Nobel & Co. wurde 1876 in eine Aktiengesellschaft umgewandelt. In der neuen Hamburger Dynamit-Actien-Gesellschaft, vormals Alfred Nobel & Co., kurz Dynamit AG (DAG) genannt, war Nobel als Mehrheitsaktionär bis 1879 Vorstandsvorsitzender und anschließend bis zu seinem Tod 1896 Vorsitzender des Aufsichtsrats.
Im Jahr 1888 begann in Krümmel zudem die Herstellung von Ballistit, einem „rauchfreien Schießpulver“, das Nobel auf der Grundlage der Sprenggelatine entwickelt hatte. Bis zum Jahr 1910 entwickelte sich die Dynamitfabrik Krümmel zur größten Produktionsstätte für Sprengstoff in Europa. Etwa 600 Arbeiter produzierten hier neben Dynamit und Ballistit auch Ammonsalpeter, Salpetersäure und Schwefelsäure.

## Der Erste Weltkrieg
Der Erste Weltkrieg führte zu einem raschen Ausbau der Produktionsanlagen und einer damit einhergehenden Erhöhung der Produktion. Insbesondere im Zuge des Hindenburg-Programms, des Rüstungsprogramms der Obersten Heeresleitung aus dem Jahr 1916, wurden weitere 130 ha zum Gelände der Dynamitfabrik hinzugekauft, um eine neue Nitrozellulosefabrik zu errichten. Im selben Jahr erfolgte außerdem die Fertigstellung der von der Werksleitung lange geforderten Verlegung eines Anschlussgleises (Krümmelbahn) von Geesthacht nach Krümmel, die das Werk damit auch auf dem Schienenweg mit der Pulverfabrik Düneberg und dem Schienennetz der Bergedorf-Geesthachter Eisenbahn verband. Die Anzahl der Arbeiter und Angestellten in der Dynamitfabrik Krümmel stieg bis zum Ende des Krieges auf über 2.750.

## Entwicklung bis zum Zweiten Weltkrieg
Mit dem Ende des Ersten Weltkrieges erfolgte ab 1919 eine Teildemontage der Werksanlagen, in deren Verlauf auch die neue Nitrozellulosefabrik und die Schwefel- und Salpetersäure-Fabrik demontiert wurden. Jedoch wurden bereits ab 1920 wieder Sicherheitssprengstoffe für den zivilen Bedarf in den Werksanlagen produziert. Im Dezember 1921 begann der Umbau der Nitrozellulosefabrik in eine Vistra-Kunstfaserfabrik, die ihre Produktion jedoch bereits 1923 wieder einstellte. In Dienst gestellt wurden im Jahr 1921 außerdem die Produktionsanlagen für Schwefeltrioxid, das zur Herstellung von Schwefelsäure benötigt wurde. In der Dynamitfabrik kam es immer wieder zu Unfällen. Am 28. August 1929 kam es im Waschhaus der Ölfabrik 4 zu einer ungeheuren Explosion. Dabei kam ein Arbeiter ums Leben.
Bis zur Machtergreifung der Nationalsozialisten 1933 sank die Zahl der Beschäftigten bedingt durch die Weltwirtschaftskrise von 500 (1928) auf unter 250 (1932). In Betrieb waren im Jahre 1933 nur noch die Dynamitproduktion, die Schwefelsäureherstellung und eine Abfüllstation für flüssiges Ammoniak.

## Der Zweite Weltkrieg

### Kriegsproduktion
Die Dynamitfabrik Krümmel wurde 1934 wieder zum Rüstungsbetrieb umfunktioniert. Damit einher gingen die umfangreichsten Erweiterungen in der Geschichte des Werkes. Während des Krieges wurde das Werk zum Kriegsmusterbetrieb ernannt, in dem mehr als 9.000 Arbeiter und Angestellte sowie freiwillige Fremd- sowie Zwangsarbeiter im Dreischichtbetrieb Munition und Sprengstoffe herstellten. Bis 1939 wurden ca. 300 Gebäude und bis 1945 nochmals etwa 450 Gebäude zur militärischen Produktion errichtet. Das Fabrikgelände durfte von Außenstehenden nicht betreten werden. Es fiel unter das „Staatsgeheimnis im Sinne des § 88 Reichsgesetzbuch“. „1945 bestand die Fabrik Krümmel aus 750 Gebäuden. Größte Länge von Ost nach West 2,5 Kilometer, von Nord nach Süd zwei Kilometer. Der Zaun um das Werk hatte eine Länge von 7,5 Kilometern“.
In den Produktionsanlagen wurden u. a. Nitrozellulose, Pulverrohmasse, Dynamit, Trinitrotoluol, Hexogen, Nitropenta und Schwefelsäure als Rohmaterial für Munition hergestellt, mit dem auf dem Werksgelände u. a. Rauch-, Wurf- und Mörsergranaten sowie Fliegerbomben befüllt wurden. Es gab eigene Füllstellenbetriebe, Sprengstoffpressenbetriebe und Kunststoffbetriebe. Die Pulverrohmasse aus dem Werk Krümmel wurde in der Pulverfabrik Düneberg zu Pulversorten weiterverarbeitet.
Vom Hamburger Hauptbahnhof gab es 1944 eine direkte Personenzugverbindung nach Krümmel. Die Fahrtzeit betrug 1 Stunde und der Zug verkehrte mehrmals täglich.

### Lager für die Arbeitskräfte
11.270 Arbeiterinnen und Arbeiter der Fabriken Düneberg und Krümmel wurden während des Zweiten Weltkriegs in Lagern in der Nähe der Produktionsstätten untergebracht. Die Lager hießen Spakenberg (für 1.500 deutsche Arbeitskräfte), Börnsen (in Häusern), Grenzstraße (in Baracken), Heidberg (in Häusern), Sandstraße (in Baracken), Grünhof (in Baracken), Reichsstraße (2.500 sowjetische Kriegsgefangene in Baracken). Nach dem Krieg wurden in die leeren Lager Flüchtlinge eingewiesen. In den 1950er Jahren wurden die Lager geräumt und abgerissen.
Unter den ausländischen Arbeitskräften waren 3.800 „Ostarbeiter“, 3.520 Franzosen, 1.375 Italiener, 1.055 Holländer, 320 Polen und 177 Belgier. „Legt man die Einwohnerzahl von 8.500 aus dem Jahre 1940 zugrunde und stellt dieser die Anzahl von 12.902 ausländischen Arbeitskräften und Kriegsgefangenen gegenüber, erkennt man, daß nahezu 2/3 aller Bewohner Geesthachts nichtdeutsche waren“.

### Bombardierung, Produktionseinstellung, Besetzung
Am 7. April 1945 kam es zu einem schweren Luftangriff sowohl auf die Pulverfabrik Düneberg als auch von 13:02 bis 13:25 Uhr auf die Dynamitfabrik Krümmel: Über dem Krümmler Fabrikgelände wurden ca. 1.000 Bomben abgeworfen, die im Werk 82 Tote und im Ort Krümmel 26 Tote forderten. Die Luftangriffe vom 7. April 1945 führten zur Einstellung der Produktion in Krümmel und Düneberg. Im weiteren Verlauf des Aprils 1945 wurden der Transport, Notreparaturen und Notproduktion durch Tieffliegerangriffe, Beschuss durch Granaten und Bombenabwürfe behindert. Vom 18. April bis 23. April 1945 wurden im Werk Krümmel vorübergehend 4.000 bis 10.000 Handgranaten pro Tag hergestellt, am 26. April 1945 kam die Arbeit schließlich zum Erliegen. Krümmel wurde am 30. April 1945 um 2:00 Uhr von britischen Truppen besetzt und die Dynamitfabrik Krümmel schließlich am 30. November 1945 beschlagnahmt.

## Das Ende: Demontage und Zerschlagung
Am 20. August 1946 begann die vollständige Demontage der Werksanlagen. Die Reparationsgüter wurden auf 13 Nationen verteilt. Nach Beendigung der Demontage am 30. September 1949 begann die Sprengung der Fabrikationsanlagen, die am 11. September 1950 nach der Zerstörung von insgesamt 539 Gebäuden beendet war. Vom 15. Mai 1951 bis 30. September 1952 wurde das Werksgelände durch den Munitionsräumdienst des Landes Schleswig-Holstein von Sprengstoff und Chemikalien geräumt. Ab 1949 bis 1965 wurde das Werksgelände an die Kirchengemeinde Grünhof-Tesperhude zur Errichtung einer Kirche, die Westdeutsche Quarzschmelze, die Wilhelmsburger Maschinenfabrik, die GKSS und die HEW zur Errichtung eines Kernkraftwerks verkauft.
Die 1949 gegründete Dynamit Nobel AG ist nicht Rechtsnachfolger der Dynamit-Actien-Gesellschaft vorm. Alfred Nobel & Co (DAG).

## Überreste der Dynamitfabrik heute

### Gelände
Trotz der umfassenden Demontage- und Sprengungsarbeiten konnten einige Gebäude der Dynamitfabrik Krümmel erhalten werden. Andere Produktionsanlagen wurden zwar gesprengt, jedoch nicht abgeräumt. Diese Überreste liegen heute zum größten Teil in einem abgezäunten Waldgebiet, das im Norden von der heutigen Bundesstraße 5 und im Süden durch das Kernkraftwerk Krümmel und das Helmholtz-Zentrum Hereon begrenzt wird.

### Erhaltene Gebäude

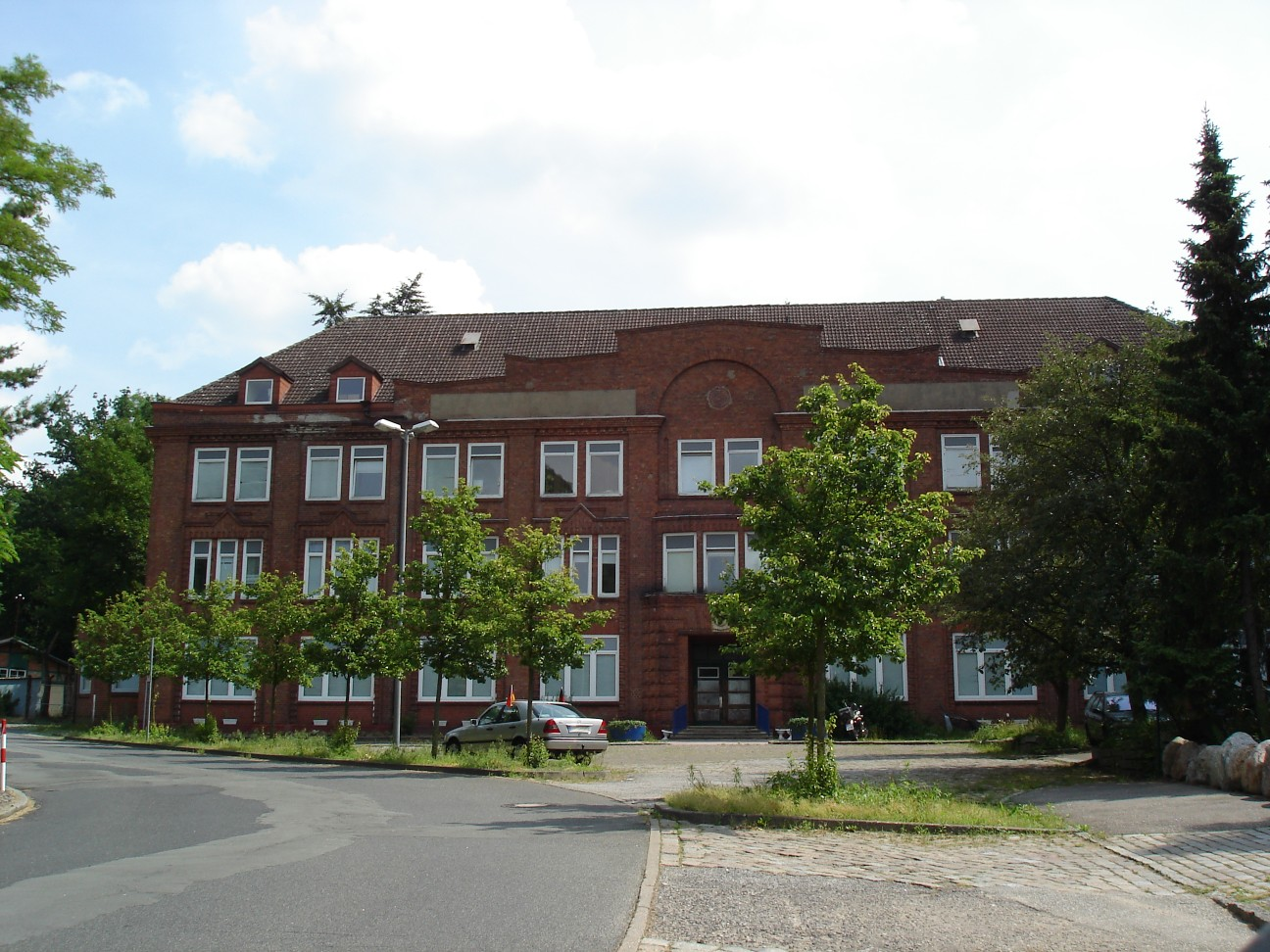
Ehemaliges Verwaltungsgebäude der Dynamitfabrik

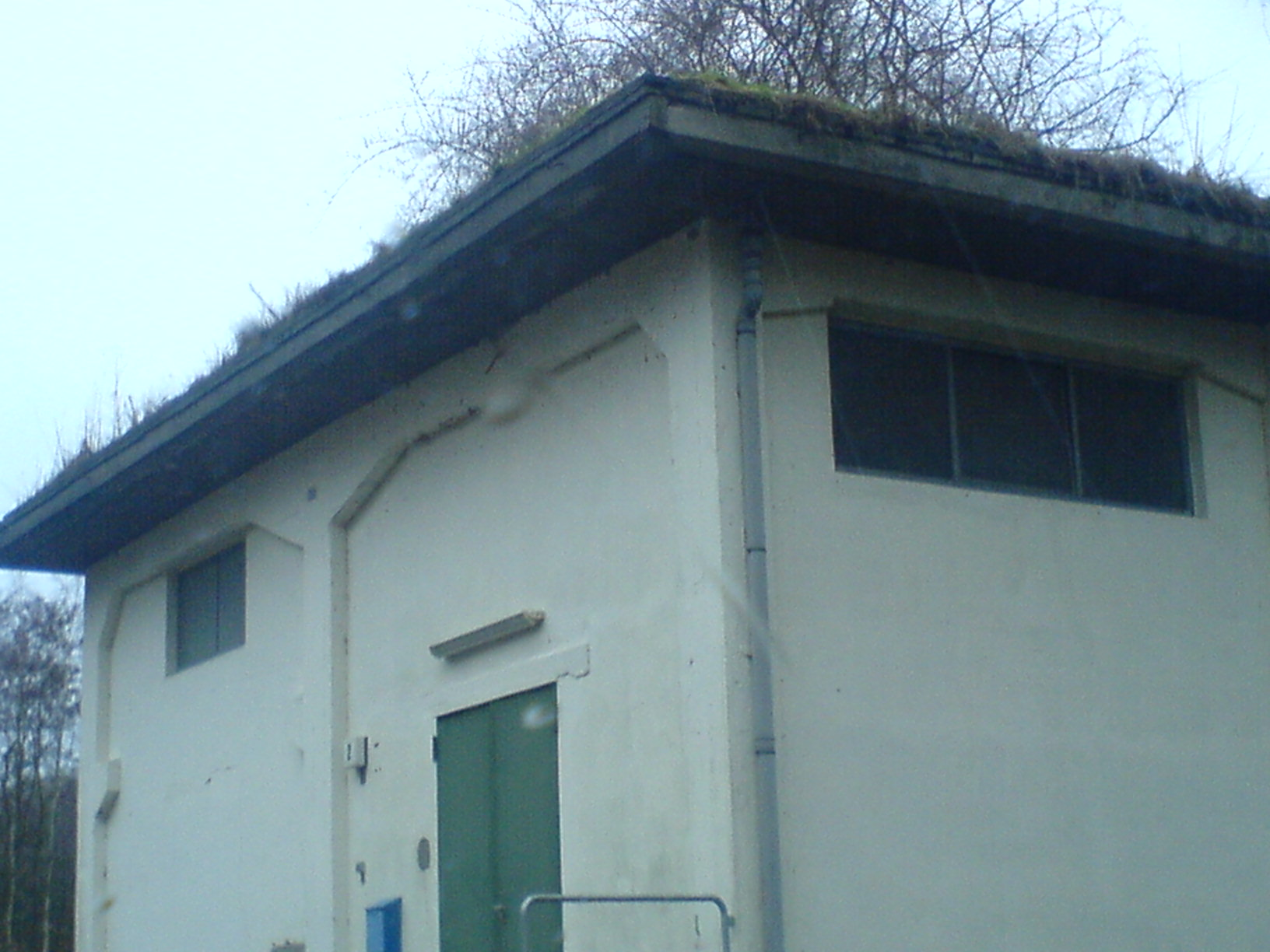
Lagerhalle der Dynamitfabrik auf dem GKSS-Gelände heute

| Verwaltungsgebäude der Dynamitfabrik |
| Das Verwaltungsgebäude wurde 1922 erbaut und liegt im Ort Krümmel am Nobelplatz. Das Gebäude wurde Anfang der 1950er Jahre zu einem Wohngebäude umgebaut. Hier scheint am Giebel der Vorderseite noch der Firmenname „Dynamit-Actien-Gesellschaft“ durch den darüberliegenden Anstrich.                         |
| Wasserturm der Nitrozellulosefabrik |
| Der Wasserturm wurde im Zuge des Hindenburg-Programms 1916/1917 erbaut und diente der Nitrozellulosefabrik als Wasserreservoir. Der Förderkreis Industriemuseum Geesthacht e. V. setzt sich zur Zeit dafür ein, dass das Gebäude, das seit dem Ende der Dynamitfabrik ungenutzt verfällt, zu einem Museum wird. |
| Feuerwache Busch |
| Die Feuerwache Busch der ehemaligen Werkfeuerwehr wurde 1940 erbaut und 1953 zur Grundschule Waldschule Grünhof umgebaut. |